# Arwad
Arwad (en árabe أرواد), es una isla de Siria. También recibe el nombre de Isla de Ruad.

## Toponimia histórica
Anteriormente era conocida como Arados (en griego Ἄραδος, en latín Aradus), Arvad, Arpad, Arphad y Antioquía de Piera.

## Contexto geográfico
El puerto pesquero de Arwad ocupa la totalidad de la isla, situada a 3 km de Tartus, el segundo puerto más grande del país tras Latakia. Arados también fue posiblemente otro nombre antiguo de Baréin.

## Historia
Los fenicios ocuparon la isla a principios del 2000 a. C., llegando a ser un reino independiente llamado Arvad o Jazirat (“isla”). Ha sido citada en diversas fuentes como uno de los primeros ejemplos conocidos de república, donde se describe como soberano al pueblo, en vez de al monarca. En griego era conocida como Arado o Arados. La ciudad también aparece en fuentes antiguas como Arpad o Arphad, y fue rebautizada como Antioquia de Pieria por Antíoco I Soter. Destacó como base para incursiones comerciales en el valle de Orantes. 
La isla se menciona dos veces en la Biblia, Profeta Ezequiel en la ciudad de Tiro, c. 27:8 y 11
“Los habitantes de Sidón y Arvad fueron tus remeros: tus hombres sabios, Oh Tiro, estaban en ti, ellos fueron tus pilotos. Los hijos de Arvad con tu ejército estuvieron sobre tus muros alrededor, y los gamadeos en tus torres; colgaron sus escudos en torno a tus murallas; ellos completaron tu belleza.”
En la época romana, Arwad resistió ferozmente a Marco Antonio cuando llegó a Siria para buscar recursos económicos. Cuando la ciudad se negó a cooperar, fue sitiada en el 38 a. C. y finalmente se rindió, lo que marcó el final de su independencia en el 35-34 a. C.

### Obispado
La ciudad de Aradus (Arado), como se la llamaba entonces, se convirtió en obispado cristiano. Atanasio escribe que, bajo el emperador romano Constantino el Grande, Cimatio, obispo calcedonio de Aradus y de Antaradus (cuyos nombres indican que eran ciudades vecinas) fue expulsado por los arrianos. En el Primer Concilio de Constantinopla en 381, Mocimo (Mocimus) aparece como obispo de Aradus. En el momento del Concilio de Éfeso (431), algunas fuentes hablan de un Museo (Musaeus) como obispo de Aradus y Antaradus, mientras que otras mencionan solo a Aradus o solo a Antaradus. Alejandro estuvo en el Concilio de Calcedonia en 451 como obispo de Antaradus, Paulo como obispo de Aradus, mientras que, en un sínodo celebrado en Antioquía poco antes, Paulo participó como obispo tanto de Aradus como de Antaradus.

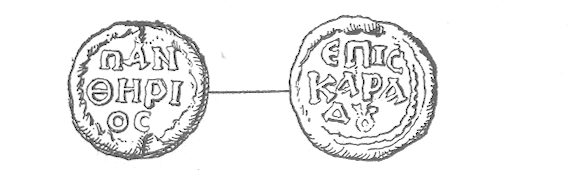
Sello de Panterios, obispo de Aradus (-).

En 458, Ático firmó, como obispo de Aradus, la carta de los obispos de la provincia de Fenicia Prima al emperador bizantino León I el Tracio en protesta por el asesinato de Proterio de Alejandría. Teodoro o Teodosio, que murió en 518, es mencionado como obispo de Antaradus en una carta de los obispos de la provincia sobre Severo de Antioquía que se leyó en un sínodo celebrado por el patriarca Menas de Constantinopla. Las actas del Segundo Concilio de Constantinopla en 553 fueron firmadas por Asincretio como obispo de Aradus. En tiempos de las Cruzadas, Antaradus, para entonces llamado Tartús o Tortosa, era una diócesis de la Iglesia latina, cuyo obispo también ostentaba los títulos de Aradus y Maraclea (quizás Rachlea).
Se unió a la sede de Famagusta en Chipre en 1295. Aunque ya no es un obispado residente, Aradus figura hoy día en la lista de la Iglesia católica como sede titular.

### Época de las Cruzadas

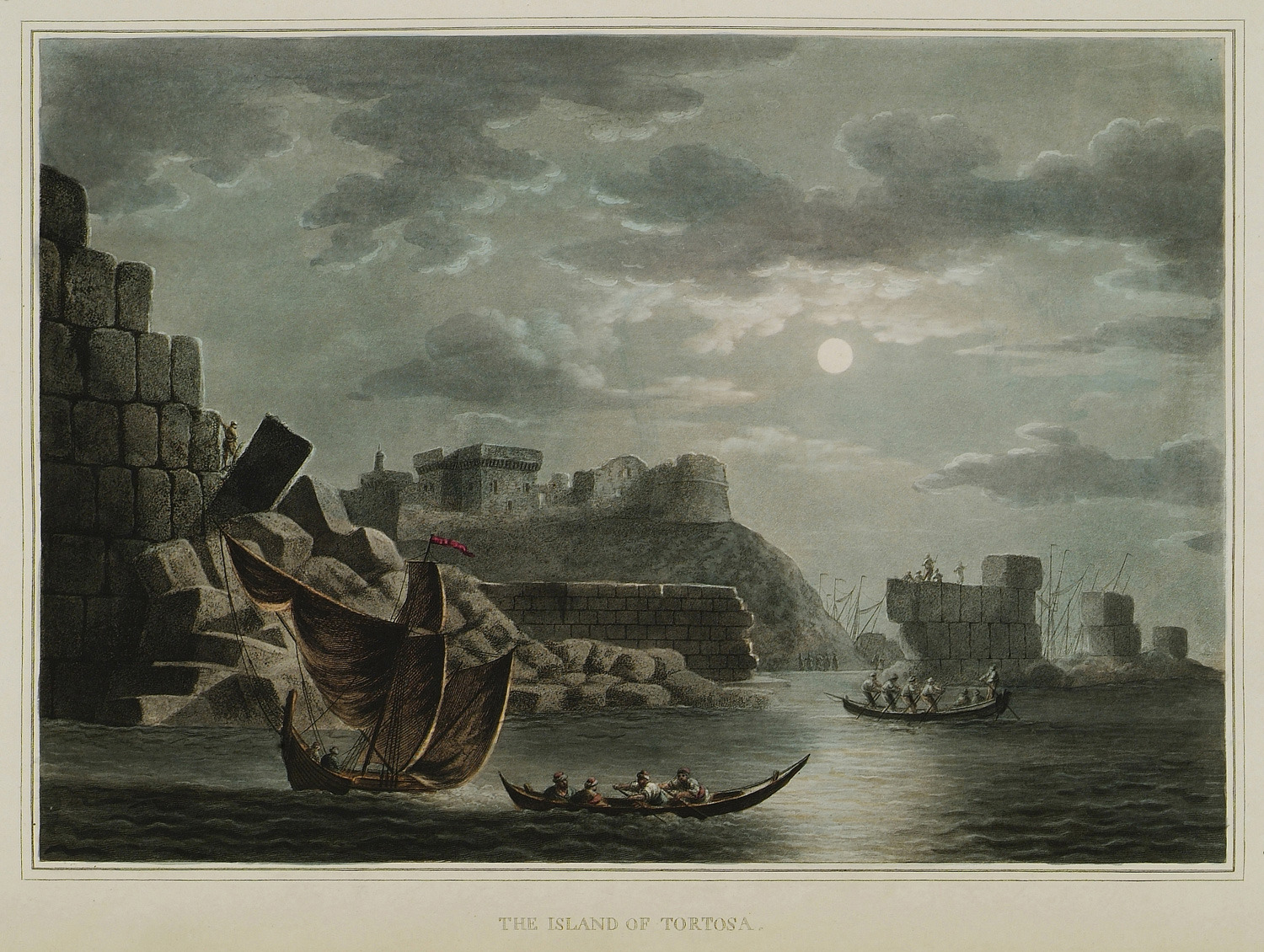
Llamada isla de Tortosa en época de las cruzadas. Litografía de Luigi Mayer. Londres, 1810.

Durante la época de las Cruzadas, los Cruzados utilizaron la isla como puente o zona de acantonamiento, en su intento de recuperar la ciudad de Tartús tras perderla en 1291.
A finales de 1299, el líder mongol Ghazan envió un mensaje a los chipriotas en el que los invitaba a reunirse con él en Armenia, con el objetivo de coordinar operaciones. Los chipriotas prepararon una fuerza terrestre de unos 600 hombres: 300 bajo el mando de Amalrico de Lusigan, hijo de Hugo III de Chipre, y otros contingentes similares procedentes de Templarios y Hospitalarios. Los hombres, con sus caballos, fueron trasladados en barco desde Chipre hasta la isla de Ruad, zona de acantonamiento, a una milla de Tartus.
Desde allí, atacaron Tartus con un éxito considerable (algunas fuentes afirman que acometieron ataques e incursiones, otras que llegaron a capturar la ciudad) pero cuando los refuerzos mongoles esperados se retrasaron (las fuentes difieren sobre si fue por causa del clima o de enfermedades), los Cruzados se vieron obligados a retirarse a Ruad.
Finalmente, y como los mongoles continuaban sin aparecer, la mayoría de las fuerzas cristianas regresó a Chipre, aunque mantuvieron en Ruad una guarnición compuesta de grupos rotativos de distintas fuerzas chipriotas, mandadas por el mariscal de la Orden, fray Bartolomé de Quincy y por templarios catalanes como fray Hugo de Ampurias y fray Dalmau de Rocabertí. El Papa Clemente V premió formalmente a los Caballeros del Temple otorgándoles la isla, el último pedazo de tierra que los Cruzados conservaron en Tierra Santa, en plena batalla perdida contra los musulmanes.
Pocos meses después, en febrero de 1301, los mongoles volvieron a aparecer en Siria con una fuerza de 60.000 hombres, pero poco pudieron hacer, aparte de hostigar mediante incursiones distintos puntos de Siria. Kutluka (Qutlugh-Shah para los mongoles, Cotelesse según las fuentes francas), destinó a 20.000 jinetes al valle del Jordán con el objetivo de proteger Damasco, donde se encontraba un gobernador mongol. Muy pronto se vieron obligados a retirarse.
La guarnición de la isla de Ruad estaba compuesta por Templarios: 120 caballeros, 500 sargentos y 400 turcopolos (ayudantes sirios), bajo el mando del Mariscal de Quincy. En septiembre de 1302, el desembarco de una flota de mamelucos (mandada por el emir Zarrak) supuso el inicio del Asedio de Ruad. El 26 de septiembre de 1302 los Cruzados se rindieron bajo la promesa de un salvoconducto que nunca recibieron. Todos los sargentos y los ayudantes sirios fueron asesinados, mientras que los caballeros templarios fueron enviados a prisiones en el Cairo. El rey de Aragón, de Valencia y de Sicilia y conde de Barcelona, Jaime II, intentó incansablemente rescatar a Fray Dalmau de Rocabertí, hijo del vizconde de Peralada-Rocabertí, mandando, entre otros, a Eymeric de Usall en 1303-1304 y 1305-1306, aunque sólo terminó regresando a Cataluña en marzo de 1315, ya disuelto el Temple, para morir unos diez años después.